# أوكناوية
الأوكناوية (الاسم العلمي:Ochneae) هي قبيلة من النباتات تتبع الفصيلة الأوكنية من رتبة الملبيغيات.

## أجناس الأوكناوية
- الأوكنة